# Стырикович, Валериан Львович
Валериа́н Льво́вич Стырико́вич (14 [27] сентября 1890, Курск — 15 августа 1962, Сухуми) — советский педиатр, один из основоположников советской (ленинградской и кишинёвской) педиатрической школы и Ленинградского научно-практического института Охраны материнства и младенчества. Основатель и первый заведующий кафедрой педиатрии Кишинёвского медицинского института.
Из потомственных дворян Минской губернии. Житель блокадного Ленинграда.

## Биография
Родился в семье чиновника межевого отдела губернского правления Курска Льва Вениаминовича Стыриковича. После окончания Курской гимназии поступил на физико-математического факультет Императорского Московского университета. С получением в 1914 году диплома В. Л. Стырикович продолжил образование на медицинском факультете университета. Был выпущен в звании лекаря в 1917 году.
Сразу после окончания университета В. Л. Стырикович вернулся в Курск, где был принят врачом в здравотдел Московско-Курской железной дороги. В 1924 году Валериан Львович приехал в Ленинград, где поступил на службу детским врачом амбулатории Балтийского Водздравотдела.
22 января 1925 года в Ленинграде, под руководством известного организатора здравоохранения Ю. А. Менделевой был открыт Научно-практический институт Охраны материнства и младенчества им. В. И. Ленина (позже — имени Клары Цеткин). Именно она в 1927 году пригласила В. Л. Стыриковича — тогда ещё малоизвестного врача — к себе в институт. Молодой и талантливый доктор скоро был замечен одним из научных руководителей института — профессором М. С. Масловым, который предложил Валериану Львовичу должность ассистента на своей кафедре патологии детского возраста. Областью научных интересов В. Л. Стыриковича стали хронические расстройства питания у детей раннего возраста. Этой теме была посвящена его кандидатская диссертация «Анализ весовых кривых в грудном возрасте», которую Валериан Львович успешно защитил в 1935 году.
В этом же году институт Охраны материнства и младенчества был преобразован в учебный институт, призванный готовить врачей-педиатров со студенческой скамьи. Такого в мире ещё не было. Получивший название «Ленинградский педиатрический медицинский институт», он скоро оказался лидером в деле первичного педиатрического образования. В реформированном институте кафедра профессора М. С. Маслова стала кафедрой факультетской педиатрии, а доцент В. Л. Стырикович одним из его ключевых её сотрудников.
Развивая начатую тему хронических расстройств питания в раннем возрасте, Валериан Львович в 1937 году защитил докторскую диссертацию, посвященную изучению углеводного обмена при дистрофиях у детей первых лет жизни. В 1940 году В. Л. Стырикович был наряду с Э. И. Фридманом, утвержден в звании профессора кафедры факультетской педиатрии.
С началом Великой Отечественной войны В. Л. Стырикович остался в Ленинграде. Продолжая работу в институте, он в состоянии тяжёлого истощения перенес смертоносную первую блокадную зиму. Возможно, Валериан Львович и дальше бы трудился на своей кафедре, но весной 1942 года его включили в группу, состоявшую преимущественно из преподавателей и студентов 1-го Ленинградского медицинского института, которая должна была эвакуироваться в Кисловодск для организации там учебного филиала медвуза. Кисловодск в то время выполнял функции госпитальной базы сразу для нескольких фронтов и остро нуждался в медицинских кадрах. На профессора В. Л. Стыриковича возлагалась задача по организации на новом месте кафедры педиатрии.
По воспоминаниям Марии Эстриной эвакуация по льду Ладожского озера началась 8 апреля. В Кисловодск прибыли в теплушках почти через месяц — 2 мая 1942 года. По свидетельству другой участницы тех событий, Варвары Цвиленевой, институт даже начал работу, но в первых числах августа 1942 года немецкие войска вошли в город. Часть сотрудников и преподавателей успела покинуть Кисловодск и пешим порядком направились в Тбилиси, но многие остались.
Достоверно не удалось установить, ушёл ли В. Л. Стырикович с группой сотрудников и студентов в Тбилиси или остался в Кисловодске. Известно, что те, кто покинул город, позже через Баку перебрались в Красноярск, откуда в конце войны вернулись в Ленинград. По сведениям профессора Кишинёвского государственного университета медицины и фармакологии имени Николая Тестемицяну Н. Е. Ревенко, возможно, В. Л. Стырикович оказался в Киргизии, откуда после освобождения Северного Кавказа, возвратился в Кисловодск.
Трагичными оказались судьбы многих из тех ленинградских врачей, кто в период оккупации, оставшись в Кисловодске, были замучены фашистами. Так, например, погибла коллега В. Л. Стыриковича по ЛПМИ доктор З. О. Мичник. Неприятности совсем другого рода ожидали тех, кто выжил и рискуя своей жизнью, спасал жизни советских бойцов, оставшихся в городе.
О том, что на самом деле произошло в те дни в Кисловодске, заместителю председателя Совнаркома Р. С. Землячке в 1943 году писал сотрудник 1-го Ленинградского медицинского института, психиатр М. Е. Гонтарев:

«Обращаясь к Вам с настоящим письмом, я делаю одну из последних попыток правильно осветить и добиться разрешения вопроса, волнующего значительный коллектив медицинских работников на Минеральных Водах.

Я полагаю, что Вам, хотя бы вкратце, известна Кисловодская эпопея эвакуации города в августе 1942 г. Но наверно неизвестно, что в городе на произвол судьбы были брошены более 2 тысяч тяжело раненых бойцов и командиров Красной Армии, что коллектив врачей, медицинских сестер, санитарок в продолжение всего времени оккупации города немцами оказывал этим раненым медицинскую помощь, вплоть до сложных операций, кормил их, поступаясь последним куском в их пользу. Спасал их от Гестапо, скрывая на своих квартирах, подделывая документы для сокрытия еврейской национальности, командирского звания, партийности. Прятал партийные документы, ордена и т. д., то есть делал все, что мог, чтобы спасти их жизнь, выполняя свой долг перед родиной и её защитниками…»— 
М. Е. Гонтарев ошибся лишь в одном. По разным сведениям из города «забыли» эвакуировать от 4 до 6 тыс. тяжелораненых бойцов Красной Армии.
Тем не менее, после освобождения Кисловодска врачи, остававшиеся в городе, «как сотрудничавшие с оккупационными властями», не получили разрешения вернуться в Ленинград. В 1945 году, пережившие оккупацию «неблагонадежные» преподаватели, среди которых оказался и Валериан Львович, после тщательной проверки были переведены в Кишинёв, где им предстояло основать Кишинёвский медицинский институт.
Оказавшись в столице Молдавской ССР в том же 1945 году, В. Л. Стырикович буквально на пустом месте организовал кафедру педиатрии. Почти одновременно им было создано научное Общество педиатров республики, председателем которого он оставался на протяжении всех лет работы в Кишинёве. Кроме того, в течение 2-х лет (1945—1947 гг.) Валериан Львович являлся главным педиатром Минздрава МССР.
По инициативе В. Л. Стыриковича в 1953 году в Кишинёве было начато строительство Республиканской детской клинической больницы. Она вступила в строй в 1955 году и до сегодняшнего дня занимает лидирующие позиции в республике.
В 1957 году, в возрасте 66 лет В. Л. Стырикович оставил кафедру. Он выехал в Сухуми, где и скончался в 1962 году

## Избранные труды
В. Л. Стырикович является автором более 30 научных трудов. По его руководством выполнено 5 диссертаций, в том числе одна докторская. 
- Мелик А. В., Стребов А. А., Кац В. А., Стырикович В. Л., Вайнблат Р. Л., Гильман И. С., Диковский Н. Д., Рево М. В., Бушенко Ф, Лучинский О. К. и др. Что надо знать о туберкулезе. / Сб. по борьбе с туберкулезом, изд. по поводу туберкулез. трехдневника (Отд. здравоохранения Моск.-Киево-Ворон. ж. д. при участии врачей Дороги. - Курск : Здравотд. Моск.-Киево-Воронеж. ж. д.). — Л., 1924. — 61 с.
- Стырикович В. Л. Анализ весовых кривых в грудном возрасте (применительно к вскармливанию). / С предисловием проф. М. С. Маслова. — Л., 1940. — 210 с. — (Ленингр. государственный педиатрический мед. ин-т; Т. XV. 1925-1940).
- Стырикович В. Л. Гликемическая реакция и вскармливание при расстройствах питания в грудном возрасте / Сборник трудов, посвященный XXV-летию научной и учебной деятельности заслуженного деятеля науки профессора М.С. Маслова. — Л.: Воен.-мед. акад. РККА им. С. М. Кирова, 1937. — 341 с.
- Стырикович В. Л. Питание детей раннего возраста. — Кишинёв: Госиздат Молдавии, 1957. — 20 с.
- Стырикович В. Л. Уход за новорожденным ребенком / М-во здравоохранения МССР. Респ. дом сан. просвещения. — Кишинёв: Госиздат Молдавии, 1957. — 18 с.
- Стырикович В. Л., Зингер М. Л. Особенности вскармливания недоношенных и слаборожденных детей. / В кн.; Справочник диэтетики раннего детского возраста. Под ред. А. Ф. Тура. — Л.: Биомедгиз, 1935.
- Стырикович В. Л. О клинике и патогенезе инфекционно-токсического заболевания новорожденных / Труды Кишеневского мед. ин-та. — Кишинёв, 1953. — Т. 111.
- Стырикович В. Л. К вопросу о методике анализа весовых кривых в грудном возрасте. / В кн : Проблемы педиатрии. — Л., 1962. — 25-30 с.
- Тур А. Ф., Стырикович В. Л., Зингер М. Л., Котиков Ю.А., Небытова-Лукьянчикова М. Н. Справочник по диететике детей раннего возраста. / Под ред. академика А. Ф. Тура. — Л., 1959. — 300 с.

#### Доклады на заседаниях ленинградского Общества детских врачей
| Некоторые данные о вскармливании детей раннего возраста | 23.11.1927 | Гликемия крови при одностороннем вскармливании | 4.01.1928  |
| Гликемическая реакция у новорожденных                   | 22.05.1928 | Некоторые данные о развитии недоносков         | 18.12.1929 |
| Опыт анализа весовых кривых при расстройствах питания   | 2.02.1934  |                                                |            |

## Вклад в педиатрию
Со времен Н. П. Гундобина едва ли не важнейшей задачей педиатрии считается изучение анатомо-физиологических особенностей детского возраста. Продолжая его мысль, М. С. Маслов рассматривал эти особенности с точки зрения эволюции процесса морфо-функциональной дифференцировки органов и систем растущего организма, а любые возникающие патологические состояния у детей – с позиции их возможного отрицательного воздействия на процесс такой дифференцировки.

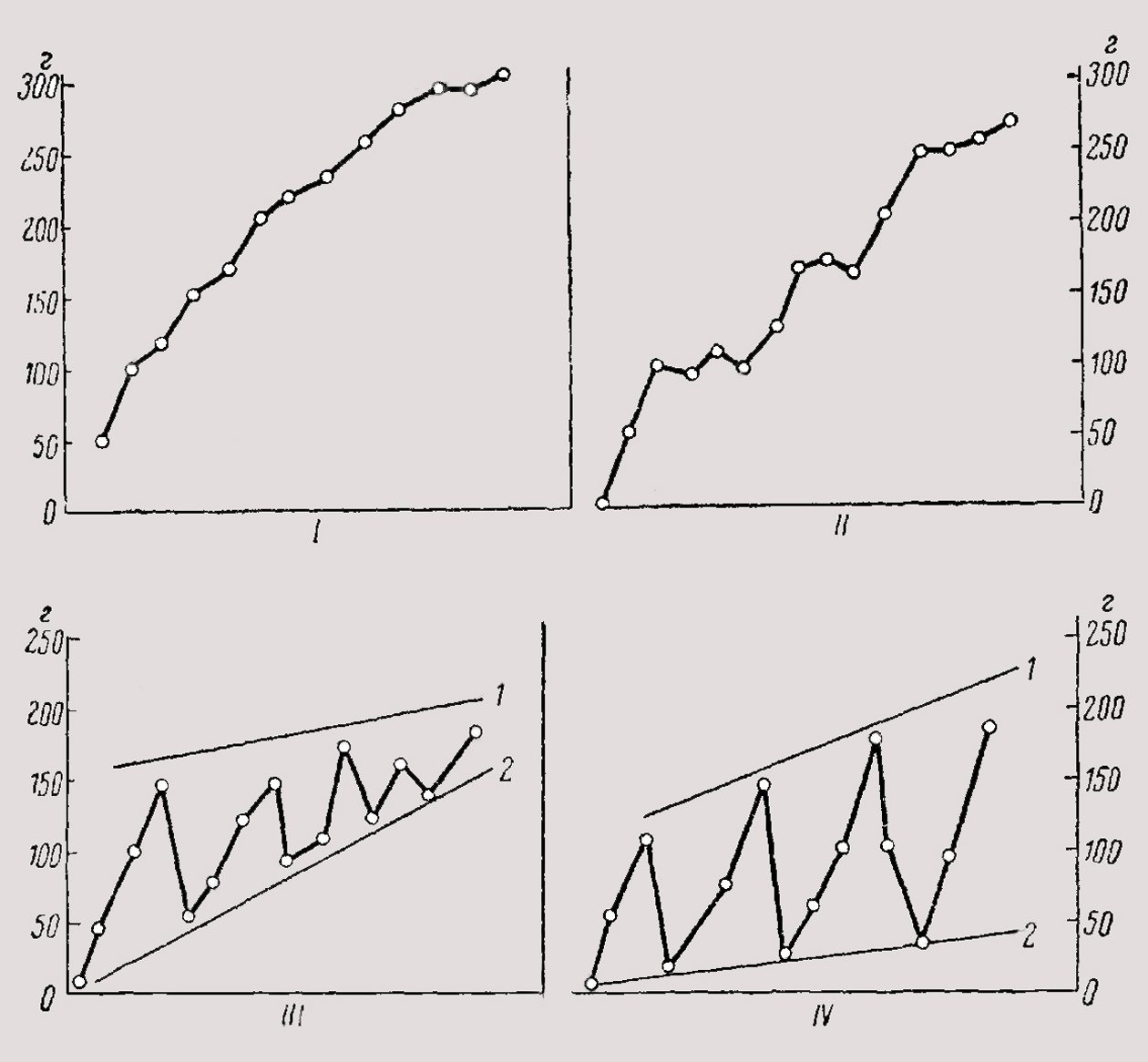
Рис. 1. Типы весовых кривых по В. Л. Стыриковичу

- Именно В. Л. Стыриковичу впервые удалось наглядно продемонстрировать всю справедливость идей Михаила Степановича. На богатом клиническом материале, в течение многих лет наблюдая за детьми раннего возраста, он убедился, что прирост массы тела обеспечивается двумя тесно связанными друг с другом физиологическими процессами, которые назвал «отложением» и «усвоением». Под «отложением» Валериан Львович понимал количественное накопление пластического материала в тканях, а под «усвоением» – качественные тканевые процессы, или, иначе говоря, тканевую дифференцировку. В. Л. Стырикович обнаружил четыре основных типа весовых кривых, где «идеальным» признал лишь один (рис. 1, II). На этой кривой дни «отложения» (прибавки массы тела) сменяются днями «усвоения» (отсутствием прибавки). Тем самым он показал, что дифференцировка является энергетически затратным процессом, поскольку организм не способен в эти дни накапливать пластический материал.

На монотонных кривых динамики массы тела (рис. 1, I), которая нередко воспринимается как благополучная, и где отсутствуют дни «усвоения», на самом деле, по В. Л. Стыриковичу, процессы дифференцировки угнетены, что при длительном сохранении ситуации может иметь неблагоприятные отдаленные последствия. Такие кривые чаще всего обнаруживались у детей в раннем восстановительном периоде после перенесенной тяжёлой гипотрофии. При этом общий прирост массы тела обычно происходил за счёт накопления жировой ткани, при сохранении дефицита мышечной массы.
Зубчатые кривые (рис. 1, III и IV), как сходящиеся, так и расходящиеся демонстрируют тот факт, что энерготраты на процессы дифференцировки чрезмерно велики. Как правило, такие типы кривых В. Л. Стырикович наблюдал у детей после перенесенных заболеваний, не обязательно связанных с расстройством питания. Он считал, что в этот период реконвалесценции ребенок особенно чувствителен к воздействию различных неблагоприятных факторов, поскольку иммунитет его ослаблен. При этом, четвертый тип кривой Валериан Львович рассматривал как прогностически более тревожный. Статистический анализ подобных типов кривых после перенесенных конкретных заболеваний позволил позже обосновать длительность охранительного режима и медотвода от профилактических прививок.
- Изучая алиментарные и инфекционно-алиментарные формы хронических расстройств питания, В. Л. Стырикович настаивал, что установление степени (стадии) гипотрофии исключительно на основании расчета дефицита массы тела, глубоко ошибочен. Наряду с количественными характеристиками степени гипотрофии, которые имеют лишь ориентировочную ценность, необходимо, главным образом, опираться на качественные её критерии: состояние метаболизма, оценку тканевой толерантности, состояние видоспецифического иммунитета. Это особенно важно при постановке диагноза III степени истощения. К сожалению, качественные критерии хронических расстройств питания редко учитываются и в настоящее время, что может приводить либо к неоправданной гипердиагностике критических стадий заболевания, либо к опасности не обнаружить отечные его формы.
- Продолжая тему крайней степени алиментарной гипотрофии, В. Л. Стырикович показал высокую положительную прогностическую ценность и одновременно опасность острой транзиторной гипогликемии, возникающей на короткое время при эффективном лечении гипотрофии в момент исчезновения блокады клеточных ферментативных систем организма.

Работы В. Л. Стыриковича, посвященные изучению хронических расстройств питания у детей раннего возраста и выполненные им в 30-е годы XX века, были очень скоро востребованы. Уже через несколько лет они помогли научно-обоснованно организовать медицинскую помощь истощенным детям во время блокады Ленинграда (1941 - 1944 гг.).

## Семья
Брат: Стырикович Владислав Львович — перед революцией — директор правления Русского акционерного общества соединенных механических заводов, в 1920-е годы — инженер-технолог.

## Адреса в Ленинграде
Проживал по адресу: ул. Чайковского, дом № 4

## Награды
- Орден Трудового Красного Знамени
- Медаль «За доблестный труд в Великой Отечественной войне 1941—1945 гг.»